# Liste deutsch-türkischer Musiker
In diese Liste deutsch-türkischer Musiker sollen die deutsch-, österreichisch- sowie schweizerisch-türkischstämmigen Interpreten und Gruppen aufgenommen werden, die bereits einen Artikel in der deutschsprachigen Wikipedia besitzen.

## Musikrichtungen

### Rap
- Ali471
- Alpa Gun
- Anonym
- Apache 207
- Apsilon
- Automatikk
- Aziza A.
- Azra
- Bacapon
- Bass Sultan Hengzt
- Bektas
- Beyazz
- Boulevard Bou
- BRKN
- Caput
- Capo
- Cartel
- Chefket
- Da Crime Posse
- Eko Fresh
- Eno
- Ercandize
- Erci. E
- EsRap
- Fuat
- G-Hot
- Haftbefehl
- Hemso
- Isar
- Islamic Force
- Jazn
- Jiggo
- Jigzaw
- Karakan
- Killa Hakan
- Kool Savas
- Lady Bitch Ray
- Liz
- Maestro
- Makale
- Maxim
- Massaka
- MC Spontan
- Melendiz
- Mero
- Mert
- Metrickz
- Microphone Mafia
- MOK
- Ozan Aksu
- Playboy 51
- Prodycem
- Rako
- Remoe
- Schwesta Ebra
- Steryo
- Summer Cem
- Sultan Tunc
- Tachiles
- Tice
- Volkan T.
- Ufo361
- Zah1de
- Zaya
- Zemine
- Zymba

### Elektronische Musik
- Can Oral
- Cem Oral
- DJ Ipek
- DJ Mahmut & Murat G.
- DJ Sakin
- DJ Quicksilver
- Gadjo
- Gülbahar Kültür
- Len Faki
- Mousse T.
- Onur Özer
- Sir Colin
- Tolga Flim Flam Balkan

### Popmusik
- Alev Lenz
- Ateed
- Ayliva
- Bahar Kizil
- Bernd Begemann
- CanKan
- Cenk Başoğlu
- Derya Mutlu
- Duygu Goenel
- Elif
- Emel
- Erkan Aki
- Grup Tekkan
- Hava
- Ilgen-Nur
- Kader Kesek
- Kazim Akboga
- Kemelion
- Kenan Williams
- Mel
- Meltem Acikgöz
- Menderes Bağcı
- Mert Gökmen
- Muhabbet
- Müslüm bzw. Semih Yavsaner
- Oğuz Yılmaz
- Özlem Cetin
- Sady K
- Safiya
- Samira Saygili
- Selda Zenker
- Sema Mutlu
- Serdar Thenk Yildiz
- Silva Gonzalez
- Sürpriz
- Tamer Ülker
- Tamer Yiğit
- Volkan Baydar
- Yasemin Baysal
- Yasemin Mansoor

### Rockmusik
- Grup Ünlü
- Gültekin Kaan
- Kobra
- Limanja
- Martin Kesici
- The Trial

### Jazz
- Defne Şahin
- Fatima Spar
- Meriç Yurdatapan
- Özay Fecht

### Weltmusik
- Bülbül Manush
- Çalışgan & Heuser
- Ensemble FisFüz
- Gülay Olt-Sahiner / Gülay & The Ensemble Aras
- Murat Coşkun
- Sema & Taksim

### Gurbet Türküleri/Türkische Volksmusik
- Derdiyoklar
- Hülya Kandemir
- Metin Türköz
- Sümeyra
- Taner Akyol
- Yüksel Özkasap

### Oper
- Ilker Arcayürek
- Onur Abaci
- Selcuk Cara
- Sera Gösch
- Tansel Akzeybek

### Pianisten
- Asli Kilic
- Betin Güneş
- Can Erdoğan-Sus
- Emre Elivar
- Ferhan & Ferzan Önder
- Kemal Cem Yilmaz
- Laia Genc
- Murat Parlak
- Tayfun Erdem

### Verschiedenes
- Atilla Aldemir
- Aydo Abay
- Engin Öztürk
- İlke Üner
- Mehmet Ergin
- Ozan Ata Canani
- Tahsin İncirci
- Tülay Sanlav

### Musikproduzenten
- Ali N. Askin
- Bülent Aris
- DJ Hard2Def
- KD-Beatz
- Murat Güngör
- Sermet Agartan
- Typhoon Producer
- Ünal Yüksel